# Hifumi Abe
Hifumi Abe (en japonés: 阿部一二三, Abe Hifumi; Kobe, 9 de agosto de 1997) es un deportista japonés que compite en judo.
Participó en dos Juegos Olímpicos de Verano, obteniendo cuatro medallas, dos en Tokio 2020, oro en la categoría de –66 kg y plata en equipo mixto, y dos en París 2024, oro en –66 kg y plata en el equipo mixto.
Ganó seis medallas en el Campeonato Mundial de Judo entre los años 2017 y 2025.

## Palmarés internacional
| Juegos Olímpicos   | Juegos Olímpicos     | Juegos Olímpicos  | Juegos Olímpicos |
| Año                | Lugar                | Medalla           | Categoría        |
| ------------------ | -------------------- | ----------------- | ---------------- |
| 2020               | Tokio (Japón)        | Medalla de oro    | –66 kg           |
| 2020               | Tokio (Japón)        | Medalla de plata  | Equipo mixto     |
| 2024               | París (Francia)      | Medalla de oro    | –66 kg           |
| 2024               | París (Francia)      | Medalla de plata  | Equipo mixto     |
| Campeonato Mundial |                      |                   |                  |
| Año                | Lugar                | Medalla           | Categoría        |
| 2017               | Budapest (Hungría)   | Medalla de oro    | –66 kg           |
| 2018               | Bakú (Azerbaiyán)    | Medalla de oro    | –66 kg           |
| 2019               | Tokio (Japón)        | Medalla de bronce | –66 kg           |
| 2022               | Taskent (Uzbekistán) | Medalla de oro    | –66 kg           |
| 2023               | Doha (Catar)         | Medalla de oro    | –66 kg           |
| 2025               | Budapest (Hungría)   | Medalla de bronce | –66 kg           |